# 林恩魁
林恩魁（1922年2月1日—2015年5月7日），高雄茄萣人，台獨運動支持者，曾加入中國共產黨台灣省工作委員會，日本浦和高校畢業，東京帝國大學醫學部、台灣大學醫學系畢業，1947年加入中國共產黨並成立中共台灣省工委學生工作委員會，1950年遭逮捕入獄，1957年出獄擔任高雄蔡外科醫院副院長，1961年於高雄岡山成立林外科醫院，1985年退休，2015年病逝於新北三芝。

## 生平
林恩魁，1922出生於高雄茄萣，由於父親在印尼經商，林恩魁六歲時，與母親搭船前往印尼，就讀巴達維亞日本領事館小學校，林恩魁在印尼活潑貪玩，父親擔心他的學業，1932年時將林恩魁送回台灣台南，台南州南門尋常小學校畢業後考上台南州立第二中學校，此時開始發現台灣人是日本人眼中的二等國民，1937年林恩魁母親難產過世，六個弟妹都返台，兩年後父親結束印尼生意返回台灣，1940年林恩魁赴日求學，1941年考入浦和高校，1943年考上東京帝國大學醫學部，當時台灣人考入東京帝國大學醫學部僅有李德義、樂錦泉、林恩魁與劉沼光四人，劉沼光與林恩魁因而成為莫逆。
林恩魁在回憶錄回憶有次他與同學劉沼光兩人一起在東京街頭散步，經過派出所時，突然被警察叫住：「同學，等等！學生證讓我看一下。」接著迸出一句：「喔，你是台灣人？這裡寫的不就是大稻埕嘛！好，進來！」兩人被帶到派出所後，就被四、五位警察冷不防地拳打腳踢，林恩魁用手臂護著頭，所以牙齒沒有被打斷，劉沼光就被打斷了牙齒。1944年3月東京大轟炸時住處遭到炸毀，劉沼光與林恩魁曾短暫住在劉明電位在東京大久保的豪宅，1944年林恩魁完成大二課程後，前往滿州國立新京衛生研究所擔任醫師，1946年底，林恩魁返回台灣，進入台大醫學院就讀。
就讀台灣大學醫學系期間，劉沼光獲選為第一屆台灣大學醫學系學生自治會常務理事，林恩魁擔任第二屆台灣大學醫學系學生自治會常務理事，1947年228發生後，徐懋德、郭琇琮等人吸收許多台大與師大學生加入中共台灣省工委學生工作委員會，1947年8月劉沼光成立台灣省工作委員會台大醫學院支部，並擔任書記吸收林恩魁及學弟葉盛吉、劉漢湖等加入，1948年「四六事件」之後劉沼光受當局鎖定，1948年10月劉沼光逃往中國。
四六事件之後，多數加入省工委的學生逃離校園，1948年台大畢業後林恩魁到高雄省立醫院實習，1950年轉旗山醫院擔任外科醫師，隨著1949年8月光明報事件造成組織瓦解，全台大搜捕，1950年1月葉盛吉突然來訪令林恩魁相當不安，5月30日葉盛吉被捕，在獄中交代了台大醫學院支部的組織成員，顏世鴻、胡寶珍、林恩魁相繼被捕，由於林恩魁較晚被供出，10月30日才被捕，又是單獨成案，當時劉沼光已經逃亡，在缺乏劉沼光的供辭之下，林恩魁被判刑7年。
1957年林恩魁出獄後，在高雄蔡外科醫院擔任副院長，1961年林恩魁在岡山開立林外科醫院擔任院長直到1985年退休，1987年開放探親之後，林恩魁前往中國，這次祖國體驗使他年輕時的嚮往破滅，轉而支持台獨運動，晚年林恩魁專注於聖經翻譯為台語的工作，1996年完成《台語漢字版聖經》，因為用眼過度導致右眼全盲也不改其信仰虔誠，閒暇之餘教授台語，2015年5月7日逝世於三芝。

## 逸事
白色恐怖受難者陳英泰回憶及綠島新生訓導處，曾說綠島有最堅強的醫師陣容：「新生訓導處的醫務室，由胡鑫麟醫師主管，外科林恩魁醫師，婦產科王荊樹醫師、耳鼻喉科蘇友鵬醫師、皮膚科胡寶珍醫師、牙科林輝記醫師、內科呂水閣醫師，和細菌學陳神傳博士，要辦一所綜合醫院是人才濟濟。」。

## 平反
2018年12月7日，促進轉型正義委員會促轉三字第1075300145A號函文，公告受難者黃藻儒君等1505人應予平復司法不法之刑事有罪判決暨其刑，其中(40)安潔字第632號，有關林恩魁參加叛亂之組織之有罪判決暨其刑之宣告正式撤銷。